# 香港一元紙幣

香港政府在1952年至1959年間發行的香港1元紙幣，也是現今最常見之款式

一元紙幣，昔日流通的香港紙幣之一，面額為1港元。曾先後由香港上海匯豐銀行及香港政府發行。

## 歷史
香港政府於1866年首鑄1元銀幣，含銀9成。1868年因香港造幣廠結業，港府停止鑄造1元銀幣并把造币机器售给日本，外國的貿易銀圓，如墨西哥鷹洋繼續在香港流通，以作代替。

在1872年，港府授權香港上海匯理銀行（即現在的匯豐銀行）發行1元紙幣。於是當時香港市面上，既有由匯豐銀行發行的1元紙幣流通，同時亦有外國的貿易銀圓流通。

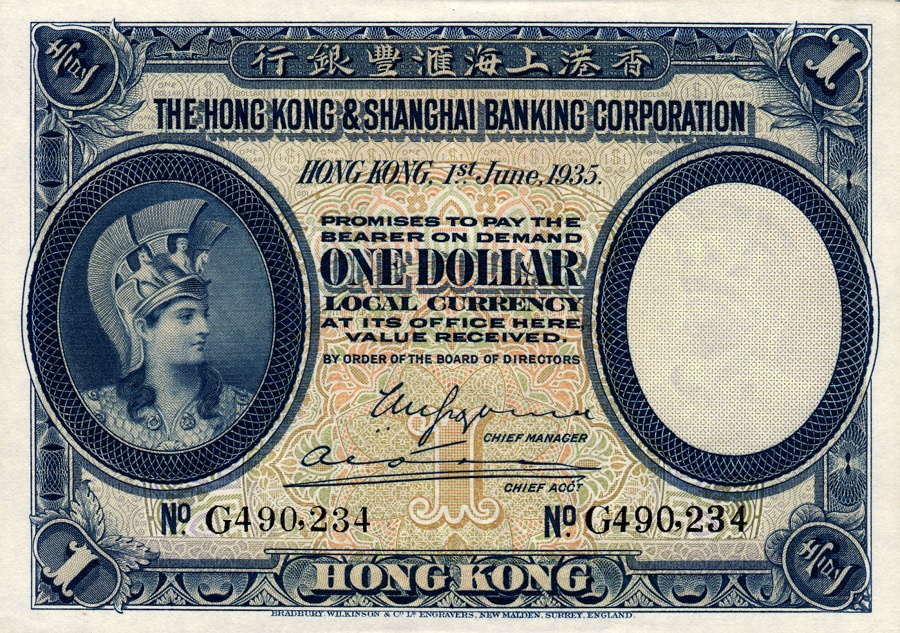
匯豐銀行於1935年發行的香港1元紙幣

1935年起，港府立法禁止外國貨幣在港通用，上段提到的情況才告一段落。港府也不再授權匯豐銀行發行1元紙幣，改由港府自行發行。港府發行的1元紙幣為紫啡色雙面印刷，正面印有當時在位的英皇喬治五世的肖像（俗稱鬍鬚佬）
。1937年改印英皇喬治六世的肖像。

在1941年香港淪陷前夕，市面出現大量小販，為應付找續需求，港府臨時發行在中國銀行印行的5元紙幣上加蓋「壹圓 香港政府」。

香港政府於1935年發行的香港1元紙幣

1945年香港重光，1元紙幣由戰前的紫啡色改為淺藍色印刷。1949年再改為綠色。1952年改印英女皇伊利莎白二世的肖像，至1959年止。自1960年起，港府重新鑄造1元硬幣（俗稱大一蚊），並停止發行1元紙幣，而1元紙幣亦於1969年9月1日停止流通。

## 紙幣暱稱

### 政府發行
- 1935年：鬍鬚佬，乔治五世
- 1937-1939年：紫皇，乔治六世，紙幣是紫色
- 1945年：藍皇，乔治六世，紙幣是藍色
- 1949-1952年：綠皇，乔治六世，紙幣是綠色
- 1952-1959年：女皇，伊麗莎白二世

### 匯豐銀行發行
- 1889年：支票仔，設計像支票
- 1904-1913年：拱橋，銀行名稱一欄是拱形
- 1923-1925年：直橋，銀行名稱一欄是直線
- 1926-1935年：士兵頭，有戴著頭盔的士兵

## 發行記錄（全部由當時政府發行）
- 1935年（喬治五世肖像，俗稱鬍鬚佬，沒有印上日期）
- 1939年（喬治六世肖像，俗稱紫皇，沒有印上日期）
- 1945年（喬治六世肖像，俗稱藍皇，沒有印上日期）
- 1949年4月9日（喬治六世肖像，俗稱綠皇，下同）
- 1952年1月1日
- 1952年7月1日（伊麗莎白二世肖像，俗稱女皇，下同）
- 1955年7月1日
- 1956年6月1日
- 1957年7月1日
- 1958年7月1日
- 1959年9月1日